# Gynacantha saltatrix
Gynacantha saltatrix är en trollsländeart som beskrevs av Martin 1909. Gynacantha saltatrix ingår i släktet Gynacantha och familjen mosaiktrollsländor. IUCN kategoriserar arten globalt som livskraftig. Inga underarter finns listade i Catalogue of Life.